# Due West
Due West is een plaats (town) in de Amerikaanse staat South Carolina, en valt bestuurlijk gezien onder Abbeville County.

## Demografie
Bij de volkstelling in 2000 werd het aantal inwoners vastgesteld op 1209.
In 2006 is het aantal inwoners door het United States Census Bureau geschat op 1276, een stijging van 67 (5,5%).

## Geografie
Volgens het United States Census Bureau beslaat de plaats een oppervlakte van
4,2 km², geheel bestaande uit land. Due West ligt op ongeveer 202 m boven zeeniveau.

## Plaatsen in de nabije omgeving
De onderstaande figuur toont nabijgelegen plaatsen in een straal van 16 km rond Due West.